# Manoir de Franquetot
Le manoir de Franquetot, anciennement appelé Vassy, est une demeure fortifiée, dont l'origine remonte au XVe siècle, remaniée aux XVIe et XIXe siècles, qui se dresse sur l'ancienne commune française de Carquebut, dans le département de la Manche, en région Normandie. L'édifice est partiellement inscrit au titre des monuments historiques.

## Localisation
Le manoir est situé à 2,1 kilomètres à l'est de l'église Saint-Ouen de Carquebut, au sein de la commune nouvelle de Sainte-Mère-Église, dans le département français de la Manche.

## Historique
Le manoir de Franquetot, nommé jusqu'au XVIIIe siècle Vassy, est entre les XIIIe et la fin du  XVIe siècle la possession de la famille Buret. Il passe ensuite à la famille de Franquetot qui le conservera du XVIe au XVIIIe siècle.
Dans le 1er quart du XVIIe siècle, Louis de Franquetot, reconstruira les communs et la ferme ainsi que la maison noble, que Jules Lécuyer, après 1844, remaniera de nouveau.

## Description
Le manoir de Franquetot se présente sous la forme de deux corps de logis en équerre, dont l'angle extérieur est occupé par une tour du XVe siècle, percée de meurtrières et surmontée de mâchicoulis. Le logis du XVIe siècle, remanié au XIXe siècle, prend le jour par de grandes fenêtres, et en toiture, par des lucarnes à fronton du XVIIe siècle. On peut également voir deux portails du XVIe siècle.
À l'intérieur, une plaque de cheminée armoriée, datée de 1691, amenée en ce lieu après cette date et qui pourrait provenir de Brévands, où la seigneurie a appartenu à la famille de la Luzerne de 1572 à 1744, porte les armes de Guy-César de La Luzerne : d'azur à la croix d'or ancrée chargée de cinq coquilles de geules, et de son épouse Madeleine-Françoise de Pommereuil : de gueules au chevron d'or accompagné de trois molettes d'éperon de même.
Les communs comprennent une charretterie avec des arches en plein cintre. Une chapelle dédiée à saint Pierre, aujourd’hui détruite, complétait l'ensemble.

## Protection
Le logis et sa tour ; les façades et toitures des communs en retour d'équerre ; la boulangerie ; les façades et toitures de l'aile ancienne et de la ferme voisine ; le potager transformé en jardin d'agrément et ses murs de clôture ; les murs fermant la cour et leurs portails ; le portail nord dans le prolongement du potager et l'étang sont inscrits au titre des monuments historiques par arrêté du 1er juin 1995.